# روجر بريغز
روجر بريغز (بالإنجليزية: Roger Briggs)‏ هو ملحن أمريكي، ولد في 28 مايو 1952 في فلورنس في الولايات المتحدة.

## وصلات خارجية
- روجر بريغز على موقع IMDb (الإنجليزية)
- روجر بريغز على موقع ميوزك برينز (الإنجليزية)